# David Turpel
David Turpel (Luxemburg, 19 oktober 1992) is een Luxemburgs voetballer. In juli 2020 verruilde hij Excelsior Virton voor Swift Hesperange. Turpel debuteerde in 2012 voor het Luxemburgs voetbalelftal.

## Clubcarrière
Turpel speelde tussen 2010 en 2014 voor FC Etzella Ettelbruck. In 2014 vertrok hij naar F91 Dudelange, waar hij op 3 augustus tegen FC Wiltz 71 zijn debuut maakte. Deze eerste wedstrijd van het seizoen eindigde in een 3–0 overwinning. In 2019 tekende hij een contract bij het Belgische Excelsior Virton. In juli 2020 werd Turpel gecontracteerd door Swift Hesperange.

## Statistieken
| Seizoen | Club                  | Land      | Competitie        | Wed. | Doelp. |
| ------- | --------------------- | --------- | ----------------- | ---- | ------ |
| 2010/11 | FC Etzella Ettelbruck | Luxemburg | Nationaldivisioun | 9    | 1      |
| 2011/12 | FC Etzella Ettelbruck | Luxemburg | Éirepromotioun    | 14   | 9      |
| 2012/13 | FC Etzella Ettelbruck | Luxemburg | Nationaldivisioun | 24   | 17     |
| 2013/14 | FC Etzella Ettelbruck | Luxemburg | Nationaldivisioun | 18   | 8      |
| 2014/15 | F91 Dudelange         | Luxemburg | Nationaldivisioun | 22   | 7      |
| 2015/16 | F91 Dudelange         | Luxemburg | Nationaldivisioun | 26   | 20     |
| 2016/17 | F91 Dudelange         | Luxemburg | Nationaldivisioun | 25   | 21     |
| 2017/18 | F91 Dudelange         | Luxemburg | Nationaldivisioun | 26   | 32     |
| 2018/19 | F91 Dudelange         | Luxemburg | Nationaldivisioun | 31   | 15     |
| 2019/20 | Excelsior Virton      | België    | Tweede afdeling   | 19   | 3      |
| Totaal  | Totaal                | Totaal    | Totaal            | 214  | 133    |

## Interlandcarrière
Turpel maakte zijn debuut in het Luxemburgs voetbalelftal op 14 november 2012 in een vriendschappelijke wedstrijd tegen Schotland (1–2 verlies). Hij verving Gilles Bettmer na 71 minuten speeltijd. Hij maakte zijn eerste interlanddoelpunt op 9 oktober 2014 in een EK-kwalificatiewedstrijd tegen Macedonië. Het doelpunt bracht Luxemburg op een 1–2 voorsprong; door een doelpunt van Besart Abdurahimi in de blessuretijd werd echter alsnog met 3–2 verloren.
| Interlands van David Turpel voor Luxemburg | Interlands van David Turpel voor Luxemburg | Interlands van David Turpel voor Luxemburg | Interlands van David Turpel voor Luxemburg | Interlands van David Turpel voor Luxemburg | Interlands van David Turpel voor Luxemburg |
| No.                                        | Datum                                      | Wedstrijd                                  | Uitslag                                    | Bijz.                                      | Competitie                                 |
| Als speler van FC Etzella Ettelbruck       | Als speler van FC Etzella Ettelbruck       | Als speler van FC Etzella Ettelbruck       | Als speler van FC Etzella Ettelbruck       | Als speler van FC Etzella Ettelbruck       | Als speler van FC Etzella Ettelbruck       |
| ------------------------------------------ | ------------------------------------------ | ------------------------------------------ | ------------------------------------------ | ------------------------------------------ | ------------------------------------------ |
| 1                                          | 14 november 2012                           | Luxemburg – Schotland                      | 1 – 2                                      |                                            | Vriendschappelijk                          |
| 2                                          | 5 februari 2013                            | Armenië – Luxemburg                        | 1 – 1                                      |                                            | Vriendschappelijk                          |
| 3                                          | 14 augustus 2013                           | Luxemburg – Litouwen                       | 2 – 1                                      |                                            | Vriendschappelijk                          |
| 4                                          | 6 september 2013                           | Rusland – Luxemburg                        | 4 – 1                                      |                                            | WK 2014 kwalificatie                       |
| 5                                          | 10 september 2013                          | Luxemburg – Noord-Ierland                  | 3 – 2                                      |                                            | WK 2014 kwalificatie                       |
| 6                                          | 11 oktober 2013                            | Luxemburg – Rusland                        | 0 – 4                                      |                                            | WK 2014 kwalificatie                       |
| 7                                          | 5 maart 2014                               | Luxemburg – Kaapverdië                     | 0 – 0                                      |                                            | Vriendschappelijk                          |
| 8                                          | 26 mei 2014                                | België – Luxemburg                         | 5 – 1                                      |                                            | Vriendschappelijk                          |
| 9                                          | 4 juni 2014                                | Italië – Luxemburg                         | 1 – 1                                      |                                            | Vriendschappelijk                          |
| Als speler van F91 Dudelange               |                                            |                                            |                                            |                                            |                                            |
| 10                                         | 8 september 2014                           | Luxemburg – Wit-Rusland                    | 1 – 1                                      |                                            | EK 2016 kwalificatie                       |
| 11                                         | 9 oktober 2014                             | Macedonië – Luxemburg                      | 3 – 2                                      | Goal                                       | EK 2016 kwalificatie                       |
| 12                                         | 12 oktober 2014                            | Luxemburg – Spanje                         | 0 – 4                                      |                                            | EK 2016 kwalificatie                       |
| 13                                         | 15 november 2014                           | Luxemburg – Oekraïne                       | 0 – 3                                      |                                            | EK 2016 kwalificatie                       |
| 14                                         | 9 juni 2015                                | Luxemburg – Moldavië                       | 0 – 0                                      |                                            | Vriendschappelijk                          |
| 15                                         | 14 juni 2015                               | Oekraïne – Luxemburg                       | 3 – 0                                      |                                            | EK 2016 kwalificatie                       |
| 16                                         | 8 september 2015                           | Wit-Rusland – Luxemburg                    | 2 – 0                                      |                                            | EK 2016 kwalificatie                       |
| 17                                         | 9 oktober 2015                             | Spanje – Luxemburg                         | 4 – 0                                      |                                            | EK 2016 kwalificatie                       |
| 18                                         | 12 oktober 2015                            | Luxemburg – Slowakije                      | 2 – 4                                      |                                            | EK 2016 kwalificatie                       |
| 19                                         | 17 november 2015                           | Luxemburg – Portugal                       | 0 – 2                                      |                                            | Vriendschappelijk                          |
| 20                                         | 25 maart 2016                              | Luxemburg – Bosnië en Herzegovina          | 0 – 3                                      |                                            | Vriendschappelijk                          |
| 21                                         | 2 september 2016                           | Letland – Luxemburg                        | 3 – 1                                      |                                            | Vriendschappelijk                          |
| 22                                         | 6 september 2016                           | Bulgarije – Luxemburg                      | 4 – 3                                      |                                            | WK 2018 kwalificatie                       |
| 23                                         | 7 oktober 2016                             | Luxemburg – Zweden                         | 0 – 1                                      |                                            | WK 2018 kwalificatie                       |
| 24                                         | 10 oktober 2016                            | Wit-Rusland – Luxemburg                    | 1 – 1                                      |                                            | WK 2018 kwalificatie                       |
| 25                                         | 13 november 2016                           | Luxemburg – Nederland                      | 1 – 3                                      |                                            | WK 2018 kwalificatie                       |
| 26                                         | 28 maart 2017                              | Luxemburg – Kaapverdië                     | 0 – 2                                      |                                            | Vriendschappelijk                          |
| 27                                         | 4 juli 2017                                | Luxemburg – Albanië                        | 2 – 1                                      | Goal                                       | Vriendschappelijk                          |
| 28                                         | 9 juli 2017                                | Nederland – Luxemburg                      | 5 – 0                                      |                                            | WK 2018 kwalificatie                       |
| 29                                         | 31 augustus 2017                           | Luxemburg – Wit-Rusland                    | 1 – 0                                      |                                            | WK 2018 kwalificatie                       |
| 30                                         | 3 september 2017                           | Frankrijk – Luxemburg                      | 0 – 0                                      |                                            | WK 2018 kwalificatie                       |
| 31                                         | 7 oktober 2017                             | Zweden – Luxemburg                         | 8 – 0                                      |                                            | WK 2018 kwalificatie                       |
| 32                                         | 10 oktober 2017                            | Luxemburg – Bulgarije                      | 1 – 1                                      |                                            | WK 2018 kwalificatie                       |
| 33                                         | 9 november 2017                            | Luxemburg – Hongarije                      | 2 – 1                                      |                                            | Vriendschappelijk                          |
| 34                                         | 22 maart 2018                              | Malta – Luxemburg                          | 0 – 1                                      |                                            | Vriendschappelijk                          |
| 35                                         | 27 maart 2018                              | Luxemburg – Oostenrijk                     | 0 – 4                                      |                                            | Vriendschappelijk                          |
| 36                                         | 31 mei 2018                                | Luxemburg – Senegal                        | 0 – 0                                      |                                            | Vriendschappelijk                          |
| 37                                         | 5 juni 2018                                | Luxemburg – Georgië                        | 1 – 0                                      |                                            | Vriendschappelijk                          |
| 38                                         | 8 september 2018                           | Luxemburg – Moldavië                       | 4 – 0                                      |                                            | UEFA Nations League                        |
| 39                                         | 12 oktober 2018                            | Wit-Rusland – Luxemburg                    | 1 – 0                                      |                                            | UEFA Nations League                        |
| 40                                         | 15 oktober 2018                            | Luxemburg – San Marino                     | 3 – 0                                      | Goal                                       | UEFA Nations League                        |
| 41                                         | 15 november 2018                           | Luxemburg – Wit-Rusland                    | 0 – 2                                      |                                            | UEFA Nations League                        |
| 42                                         | 18 november 2018                           | Moldavië – Luxemburg                       | 1 – 1                                      |                                            | UEFA Nations League                        |
| 43                                         | 22 maart 2019                              | Luxemburg – Litouwen                       | 2 – 1                                      |                                            | EK 2020 kwalificatie                       |
| 44                                         | 25 maart 2019                              | Luxemburg – Oekraïne                       | 1 – 2                                      | Goal                                       | EK 2020 kwalificatie                       |
| 45                                         | 2 juni 2019                                | Luxemburg – Madagaskar                     | 3 – 3                                      |                                            | Vriendschappelijk                          |
| 46                                         | 7 juni 2019                                | Litouwen – Luxemburg                       | 1 – 1                                      |                                            | EK 2020 kwalificatie                       |
| 47                                         | 10 juni 2019                               | Oekraïne – Luxemburg                       | 1 – 0                                      |                                            | EK 2020 kwalificatie                       |
| Als speler van Excelsior Virton            |                                            |                                            |                                            |                                            |                                            |
| 48                                         | 5 september 2019                           | Noord-Ierland – Luxemburg                  | 1 – 0                                      |                                            | Vriendschappelijk                          |
| 49                                         | 10 september 2019                          | Luxemburg – Servië                         | 1 – 3                                      | Goal                                       | EK 2020 kwalificatie                       |
| 50                                         | 11 oktober 2019                            | Portugal – Luxemburg                       | 3 – 0                                      |                                            | EK 2020 kwalificatie                       |
| 51                                         | 14 november 2019                           | Servië – Luxemburg                         | 3 – 2                                      | Goal                                       | EK 2020 kwalificatie                       |
| 52                                         | 17 november 2019                           | Luxemburg – Portugal                       | 0 – 2                                      |                                            | EK 2020 kwalificatie                       |